# 송담서원 (강원)
송담서원(松潭書院)은 대한민국 강원도 강릉시 강동면에 있는 서원이다. 1973년 7월 31일 강원도의 유형문화재 제44호로 지정되었다.

## 개요
율곡 이이의 위패를 모시고 제사지내는 곳으로 조선 인조 8년(1630) 이이의 학문과 덕행을 추모하기 위해 학산리에 석천서원을 처음 짓고 위패를 모셨다. 효종 3년(1652)에 지금의 위치로 옮겼는데, 현종 1년(1660)에는 ‘송담’이라고 쓴 현판을 임금으로부터 하사받고 옛 선현들에 대한 제사와 지방의 교육을 담당하여 왔다. 영조 32년(1756)에는 묘정비를 세워 서원의 사적과 이이의 업적을 기록하였다. 고종 5년(1868) 대원군의 서원철폐령으로 인하여 서원이 없어졌다가 1904년 지방 유지들의 모금으로 다시 지어졌다.
서원의 안에는 위패를 모신 사당인 송담사, 송담사의 양 옆에 있는 각 3칸의 세심재, 가운데문·묘정비각·대문 등이 있다. 세심재는 2동 모두 1개의 방과 앞쪽의 툇마루로 되어있는데, 서원의 여러 가지 행사와 화합 및 학문의 강론장소로 사용되었다.
매년 음력 2월 중정일에 제사를 지내고 있다.

## 참고 문헌
- 송담서원 - 국가유산청 국가유산포털